# Fußballclub Basel 1893 2008-2009
Questa voce raccoglie le informazioni riguardanti il Fußballclub Basel 1893 nelle competizioni ufficiali della stagione 2008-2009.

## Stagione
Nella stagione 2008-2009 il Basilea, allenato da Christian Gross, concluse il campionato di Super League al 3º posto. In Coppa Svizzera il Basilea fu eliminato in semifinale dallo Young Boys. In Champions League il Basilea fu eliminato nella fase a gironi.

## Rosa
| N. |                      | Ruolo | Calciatore         |
| -- | -------------------- | ----- | ------------------ |
| 1  | Argentina (bandiera) | P     | Franco Costanzo    |
| 3  | Svizzera (bandiera)  | D     | Ronny Hodel        |
| 6  | Argentina (bandiera) | C     | Marcos Gelabert    |
| 7  | Albania (bandiera)   | C     | Jürgen Gjasula     |
| 8  | Svizzera (bandiera)  | C     | Benjamin Huggel    |
| 9  | Svizzera (bandiera)  | A     | Marco Streller     |
| 10 | Serbia (bandiera)    | C     | Marko Perović      |
| 11 | Australia (bandiera) | C     | Scott Chipperfield |
| 14 | Svizzera (bandiera)  | C     | Valentin Stocker   |
| 15 | Argentina (bandiera) | A     | Federico Almerares |
| 16 | Svizzera (bandiera)  | C     | Fabian Frei        |
| 17 | Svizzera (bandiera)  | C     | Xherdan Shaqiri    |
| 17 | Cile (bandiera)      | A     | Eduardo Rubio      |
| 19 | Argentina (bandiera) | D     | David Abraham      |

| N. |                               | Ruolo | Calciatore       |
| -- | ----------------------------- | ----- | ---------------- |
| 20 | Svezia (bandiera)             | D     | Behrang Safari   |
| 21 | Francia (bandiera)            | D     | François Marque  |
| 22 | Serbia (bandiera)             | C     | Ivan Ergić       |
| 23 | Brasile (bandiera)            | A     | Eduardo          |
| 25 | Canada (bandiera)             | P     | Jayson Leutwiler |
| 27 | Svizzera (bandiera)           | P     | Yann Sommer      |
| 28 | Svizzera (bandiera)           | D     | Beg Ferati       |
| 29 | Macedonia del Nord (bandiera) | A     | Orhan Mustafi    |
| 30 | Portogallo (bandiera)         | C     | Carlitos         |
| 31 | Svizzera (bandiera)           | A     | Eren Derdiyok    |
| 32 | Svizzera (bandiera)           | D     | Reto Zanni       |
| 33 | Turchia (bandiera)            | D     | Serkan Şahin     |
| 35 | Svizzera (bandiera)           | P     | Oliver Stöckli   |

## Organigramma societario
Area tecnica
- Allenatore: Christian Gross
- Allenatore in seconda: Marco Walker
- Preparatore dei portieri: Romain Crevoisier
- Preparatori atletici:

## Calciomercato

### Sessione estiva
| Acquisti | Acquisti           | Acquisti    | Acquisti |
| R.       | Nome               | da          | Modalità |
| -------- | ------------------ | ----------- | -------- |
| A        | Federico Almerares | River Plate |          |
| A        | Eduardo Rubio      | Colo-Colo   |          |
| D        | David Abraham      | Gimnàstic   |          |
| C        | Marcos Gelabert    | San Gallo   |          |
| C        | Jürgen Gjasula     | San Gallo   |          |
| A        | Orhan Mustafi      | Zurigo      |          |
| D        | Behrang Safari     | Malmö FF    |          |
| C        | Pascal Schürpf     | Basilea II  |          |

| Cessioni | Cessioni           | Cessioni          | Cessioni |
| R.       | Nome               | a                 | Modalità |
| -------- | ------------------ | ----------------- | -------- |
| P        | Louis Crayton      | D.C. United       |          |
| C        | Cabral             | Siviglia Atlético |          |
| C        | David Degen        | Young Boys        |          |
| A        | Vratislav Lokvenc  | Ingolstadt 04     |          |
| D        | Daniel Majstorović | AEK Atene         |          |
| D        | Kōji Nakata        | Kashima Antlers   |          |
| D        | Dominik Ritter     | Concordia Basilea |          |

### Sessione invernale
| Acquisti | Acquisti        | Acquisti   | Acquisti |
| R.       | Nome            | da         | Modalità |
| -------- | --------------- | ---------- | -------- |
| P        | Yann Sommer     | Vaduz      |          |
| C        | Xherdan Shaqiri | Basilea II |          |

| Cessioni | Cessioni          | Cessioni          | Cessioni |
| R.       | Nome              | a                 | Modalità |
| -------- | ----------------- | ----------------- | -------- |
| D        | Michel Morganella | Palermo           |          |
| C        | Pascal Schürpf    | Concordia Basilea |          |

## Risultati

### Super League

#### Prima fase, girone di andata
| Arbitro: | Busacca |

|           |           |                        |
| Eudis 19’ | Marcatori | 69’ Perović 88’ Huggel |

| Arbitro: | Zimmermann |

|             |           |  |
| Perović 45’ | Marcatori |  |

| Arbitro: | Wermelinger |

|                           |           |  |
| Chipperfield 8’ Ergić 75’ | Marcatori |  |

| Arbitro: | Meßner |

|                       |           |  |
| Beto 36’ Adeshina 45’ | Marcatori |  |

| Arbitro: | Bieri |

|                                      |           |  |
| Zanni 16’ Mustafi 56’, 63’ Rubio 78’ | Marcatori |  |

| Arbitro: | Kever |

|          |           |                                                |
| Abdi 42’ | Marcatori | 13’ Stocker 22’ Chipperfield 54’, 90’ Carlitos |

| Arbitro: | Rogalla |

|                                           |           |                         |
| Huggel 26’ Derdiyok 28’, 34’ Carlitos 44’ | Marcatori | 36’, 42’ Coly 50’ Rossi |

| Arbitro: | Laperrière |

|  |           |                               |
|  | Marcatori | 45’ Chipperfield 63’ Gelabert |

| Arbitro: | Zimmermann |

|                             |           |  |
| Huggel 16’ Chipperfield 84’ | Marcatori |  |

#### Prima fase, girone di ritorno
| Arbitro: | Kever |

|              |           |                          |
| Gelabert 79’ | Marcatori | 32’ Bastians 70’ Häberli |

| Arbitro: | Busacca |

|             |           |           |
| Cabanas 14’ | Marcatori | 46’ Rubio |

| Arbitro: | Grossen |

|                           |           |                                     |
| Lustrinelli 12’ Gashi 50’ | Marcatori | 54’ Streller 56’ Perović 90’ Huggel |

| Arbitro: | Busacca |

|                                          |           |  |
| Perović 9’ Huggel 45’ (rig.) Stocker 62’ | Marcatori |  |

| Arbitro: | Rogalla |

|  |           |                   |
|  | Marcatori | 75’, 90’ Derdiyok |

| Arbitro: | Busacca |

|                   |           |            |
| Huggel 15’ (rig.) | Marcatori | 51’ Hassli |

| Arbitro: | Petignat |

|                                      |           |  |
| Taljević 35’ (rig.) Zanni 67’ (aut.) | Marcatori |  |

| Arbitro: | Rogalla |

|                               |           |             |
| Ergić 3’ Perović 49’ Frei 67’ | Marcatori | 44’ Rogério |

| Arbitro: | Kever |

|                                              |           |          |
| Frimpong 5’, 34’ Ferreira 40’ Paiva 70’, 74’ | Marcatori | 32’ Frei |

#### Seconda fase, girone di andata
| Arbitro: | Bertolini |

|                                            |           |                           |
| Ghezal 48’ Raimondi 60’ (rig.) Häberli 88’ | Marcatori | 64’ Streller 70’ Derdiyok |

| Basilea 15 febbraio 2009, ore 16:00 CET 20ª giornata | Basilea    | 0 – 0 referto | Grasshoppers | St. Jakob-Park (20 328 spett.)\| Arbitro: \| Laperrière \| |
| Arbitro:                                             | Laperrière |               |              |                                                            |

| Arbitro: | Busacca |

|                              |           |            |
| Gjasula 55’ Chipperfield 79’ | Marcatori | 14’ Hassli |

| Arbitro: | Kever |

|           |           |                              |
| Paiva 33’ | Marcatori | 22’ Gjasula 90’ Chipperfield |

| Arbitro: | Hänni |

|                                                    |           |              |
| Huggel 77’ (rig.) Rapisarda 82’ (aut.) Stocker 85’ | Marcatori | 27’ Bengondo |

| Arbitro: | Busacca |

|  |           |                                               |
|  | Marcatori | 41’, 80’ Mustafi 45’ Chipperfield 82’ Perović |

| Arbitro: | Grossen |

|                                                      |           |  |
| Chipperfield 11’, 28’, 54’ Streller 18’ Derdiyok 70’ | Marcatori |  |

| Arbitro: | Laperrière |

|           |           |             |
| Rocca 40’ | Marcatori | 45’ Stocker |

| Arbitro: | Bieri |

|                                   |           |  |
| Chipperfield 13’, 65’ Stocker 90’ | Marcatori |  |

#### Seconda fase, girone di ritorno
| Arbitro: | Rogalla |

|                        |           |                                       |
| Besle 47’ Taljević 49’ | Marcatori | 24’ Perović 35’ Streller 64’ Derdiyok |

| Arbitro: | Wermelinger |

|              |           |           |
| Streller 33’ | Marcatori | 76’ Conti |

| Arbitro: | Bieri |

|  |           |            |
|  | Marcatori | 17’ Huggel |

| Arbitro: | Bertolini |

|                              |           |                           |
| Huggel 74’ Bühler 77’ (aut.) | Marcatori | 78’ Saborío 81’ Domínguez |

| Arbitro: | Zimmermann |

|                                      |           |            |
| Marazzi 23’ Bastida 38’ Bengondo 61’ | Marcatori | 41’ Huggel |

| Arbitro: | Hänni |

|                       |           |  |
| Zanni 59’ Perović 72’ | Marcatori |  |

| Arbitro: | Busacca |

|           |           |                                        |
| Đurić 43’ | Marcatori | 37’ Gelabert 71’ Streller 90’ Derdiyok |

| Arbitro: | Studer |

|                                           |           |              |
| Santos 40’ Lulić 45’ Linz 54’ Schultz 84’ | Marcatori | 36’ Derdiyok |

| Arbitro: | Kever |

|  |           |                                        |
|  | Marcatori | 49’ Kulaksızoğlu 73’ Degen 76’ Häberli |

### Coppa Svizzera
| 20 settembre 2008, ore 18:00 CEST Primo turno | Schötz | 0 – 1 | Basilea |  |

| 17 ottobre 2008, ore 20:00 CEST Secondo turno | Bulle | 1 – 4 | Basilea |  |

| 22 novembre 2008, ore 18:00 CET Ottavi di finale | Thun | 0 – 4 | Basilea |  |

| 18 marzo 2009, ore 20:15 CET Quarti di finale | Zurigo | 0 – 1 | Basilea |  |

| 16 aprile 2009, ore 20:15 CEST Semifinale    | Young Boys           | ? – ? | Basilea |  |
| \| \| \| \| \| \| Tiri di rigore 3 – 2 \| \| |                      |       |         |  |
|                                              |                      |       |         |  |
|                                              | Tiri di rigore 3 – 2 |       |         |  |

### Champions League

#### Fase di qualificazione
| Arbitro: | Dondarini |

|            |           |            |
| Olsson 32’ | Marcatori | 26’ Huggel |

| Arbitro: | Richmond |

|                                            |           |                         |
| Huggel 27’ Chipperfield 71’ Ergić 84’, 90’ | Marcatori | 18’ Wernbloom 52’ Söder |

| Guimarães 13 agosto 2008, ore 21:30 CEST Terzo turno - andata | Vitória Guimarães | 0 – 0 referto | Basilea | Stadio D. Afonso Henriques (21 452 spett.)\| Arbitro: \| Gilewski \| |
| Arbitro:                                                      | Gilewski          |               |         |                                                                      |

| Arbitro: | Vink |

|                          |           |                    |
| Stocker 11’ Derdiyok 54’ | Marcatori | 15’ (rig.) Fajardo |

#### Fase a gironi
| Arbitro: | Hauge |

|             |           |                            |
| Abraham 90’ | Marcatori | 25’ Fernandinho 45’ Jádson |

| Arbitro: | Rizzoli |

|                             |           |  |
| Zanni 55’ (aut.) Derlei 86’ | Marcatori |  |

| Arbitro: | Braamhaar |

|  |           |                                               |
|  | Marcatori | 4’ Messi 14’ Busquets 22’, 46’ Bojan 48’ Xavi |

| Arbitro: | Tudor |

|           |           |              |
| Messi 62’ | Marcatori | 82’ Derdiyok |

| Arbitro: | Jakobsson |

|                                                |           |  |
| Jádson 33’, 65’, 73’ Willian 50’ Selezn'ov 75’ | Marcatori |  |

| Arbitro: | Allaerts |

|  |           |           |
|  | Marcatori | 19’ Djaló |

## Statistiche

### Statistiche di squadra
| Competizione     | Punti | In casa | In casa | In casa | In casa | In casa | In casa | In trasferta | In trasferta | In trasferta | In trasferta | In trasferta | In trasferta | Totale | Totale | Totale | Totale | Totale | Totale | DR  |
| Competizione     | Punti | G       | V       | N       | P       | Gf      | Gs      | G            | V            | N            | P            | Gf           | Gs           | G      | V      | N      | P      | Gf     | Gs     | DR  |
| ---------------- | ----- | ------- | ------- | ------- | ------- | ------- | ------- | ------------ | ------------ | ------------ | ------------ | ------------ | ------------ | ------ | ------ | ------ | ------ | ------ | ------ | --- |
| Super League     | 72    | 18      | 12      | 4       | 2       | 39      | 15      | 18           | 10           | 2            | 6            | 33           | 29           | 36     | 22     | 6      | 8      | 72     | 44     | +28 |
| Coppa Svizzera   | -     | 0       | 0       | 0       | 0       | 0       | 0       | 5            | 4            | 1            | 0            | 10           | 1            | 5      | 4      | 1      | 0      | 10     | 1      | +9  |
| Champions League | -     | 5       | 2       | 0       | 3       | 7       | 11      | 5            | 0            | 3            | 2            | 2            | 9            | 10     | 2      | 3      | 5      | 9      | 20     | -11 |
| Totale           | 72    | 23      | 14      | 4       | 5       | 46      | 26      | 28           | 14           | 6            | 8            | 45           | 39           | 51     | 28     | 10     | 13     | 91     | 65     | +26 |

### Andamento in campionato
| Giornata  | 1 | 2 | 3 | 4 | 5 | 6 | 7 | 8 | 9 | 10 | 11 | 12 | 13 | 14 | 15 | 16 | 17 | 18 | 19 | 20 | 21 | 22 | 23 | 24 | 25 | 26 | 27 | 28 | 29 | 30 | 31 | 32 | 33 | 34 | 35 | 36 |
| --------- | - | - | - | - | - | - | - | - | - | -- | -- | -- | -- | -- | -- | -- | -- | -- | -- | -- | -- | -- | -- | -- | -- | -- | -- | -- | -- | -- | -- | -- | -- | -- | -- | -- |
| Luogo     | T | C | C | T | C | T | C | T | C | C  | T  | T  | C  | T  | C  | T  | C  | T  | T  | C  | C  | T  | C  | T  | C  | T  | C  | T  | C  | T  | C  | T  | C  | T  | T  | C  |
| Risultato | V | V | V | P | V | V | V | V | V | P  | N  | V  | V  | V  | N  | P  | V  | P  | P  | N  | V  | V  | V  | V  | V  | N  | V  | V  | N  | V  | N  | P  | V  | V  | P  | P  |
| Posizione | 3 | 2 | 2 | 3 | 2 | 1 | 1 | 1 | 1 | 1  | 2  | 2  | 1  | 1  | 1  | 2  | 2  | 2  | 2  | 2  | 2  | 2  | 2  | 2  | 1  | 2  | 2  | 1  | 2  | 2  | 2  | 2  | 2  | 2  | 2  | 3  |

Legenda:

Luogo: C = Casa; T = Trasferta. Risultato: V = Vittoria; N = Pareggio; P = Sconfitta.

### Statistiche dei giocatori
| Giocatore       | Super League | Super League | Super League | Super League | Champions League | Champions League | Champions League | Champions League | Totale   | Totale | Totale      | Totale     |
| Giocatore       | Presenze     | Reti         | Ammonizioni  | Espulsioni   | Presenze         | Reti             | Ammonizioni      | Espulsioni       | Presenze | Reti   | Ammonizioni | Espulsioni |
| --------------- | ------------ | ------------ | ------------ | ------------ | ---------------- | ---------------- | ---------------- | ---------------- | -------- | ------ | ----------- | ---------- |
| D. Abraham      | 33           | 0            | 8            | 0            | 8                | 1                | 2                | 0                | 41       | 1      | 10          | 0          |
| F. Almerares    | 1            | 0            | 0            | 0            | 0                | 0                | 0                | 0                | 1        | 0      | 0           | 0          |
| C. Carlitos     | 22           | 3            | 0            | 0            | 9                | 0                | 0                | 0                | 31       | 3      | 0           | 0          |
| S. Chipperfield | 25           | 12           | 0            | 0            | 6                | 1                | 0                | 0                | 31       | 13     | 0           | 0          |
| F. Costanzo     | 28           | 0            | 2            | 1            | 10               | 0                | 1                | 0                | 38       | 0      | 3           | 1          |
| E. Derdiyok     | 24           | 9            | 3            | 0            | 9                | 2                | 0                | 0                | 33       | 11     | 3           | 0          |
| E. Eduardo      | 11           | 0            | 0            | 0            | 4                | 0                | 0                | 0                | 15       | 0      | 0           | 0          |
| I. Ergić        | 30           | 2            | 1            | 0            | 9                | 2                | 0                | 0                | 39       | 4      | 1           | 0          |
| B. Ferati       | 18           | 0            | 2            | 0            | 4                | 0                | 0                | 0                | 22       | 0      | 2           | 0          |
| F. Frei         | 24           | 2            | 3            | 0            | 2                | 0                | 0                | 0                | 26       | 2      | 3           | 0          |
| M. Gelabert     | 20           | 3            | 3            | 0            | 5                | 0                | 0                | 0                | 25       | 3      | 3           | 0          |
| J. Gjasula      | 19           | 2            | 4            | 0            | 4                | 0                | 0                | 0                | 23       | 2      | 4           | 0          |
| R. Hodel        | 4            | 0            | 0            | 0            | 1                | 0                | 0                | 0                | 5        | 0      | 0           | 0          |
| B. Huggel       | 33           | 10           | 9            | 0            | 10               | 2                | 1                | 0                | 43       | 12     | 10          | 0          |
| J. Leutwiler    | 0            | 0            | 0            | 0            | 0                | 0                | 0                | 0                | 0        | 0      | 0           | 0          |
| F. Marque       | 22           | 0            | 5            | 0            | 9                | 0                | 1                | 0                | 31       | 0      | 6           | 0          |
| M. Morganella   | 2            | 0            | 2            | 0            | 1                | 0                | 0                | 0                | 3        | 0      | 2           | 0          |
| O. Mustafi      | 11           | 4            | 0            | 0            | 4                | 0                | 0                | 0                | 15       | 4      | 0           | 0          |
| M. Perović      | 27           | 8            | 2            | 0            | 6                | 0                | 0                | 0                | 33       | 8      | 2           | 0          |
| E. Rubio        | 10           | 2            | 2            | 0            | 3                | 0                | 1                | 0                | 13       | 2      | 3           | 0          |
| B. Safari       | 34           | 0            | 3            | 0            | 9                | 0                | 1                | 0                | 43       | 0      | 4           | 0          |
| P. Schürpf      | 0            | 0            | 0            | 0            | 0                | 0                | 0                | 0                | 0        | 0      | 0           | 0          |
| X. Shaqiri      | 0            | 0            | 0            | 0            | 0                | 0                | 0                | 0                | 0        | 0      | 0           | 0          |
| Y. Sommer       | 6            | 0            | 0            | 0            | 0                | 0                | 0                | 0                | 6        | 0      | 0           | 0          |
| V. Stocker      | 32           | 5            | 4            | 0            | 9                | 1                | 2                | 0                | 41       | 6      | 6           | 0          |
| M. Streller     | 23           | 6            | 4            | 0            | 4                | 0                | 2                | 0                | 27       | 6      | 6           | 0          |
| O. Stöckli      | 3            | 0            | 0            | 0            | 0                | 0                | 0                | 0                | 3        | 0      | 0           | 0          |
| R. Zanni        | 32           | 2            | 6            | 1            | 9                | 0                | 1                | 0                | 41       | 2      | 7           | 1          |
| S. Şahin        | 4            | 0            | 0            | 0            | 0                | 0                | 0                | 0                | 4        | 0      | 0           | 0          |